# 教育楽器
教育楽器（きょういくがっき、教育用楽器）は、楽器の慣用的分類の一つで、日本の幼稚園と小中学校における正課の音楽教育で、児童・生徒の演奏学習のために使われる楽器を指す。

## 概要

### 語義
教育用楽器(教育楽器)とは、学校教育法に定める学校の音楽教育に使用する楽器をいう。

### 歴史
昔の日本の初等教育における音楽教育は、昭和16年(1941)まで教科名を「唱歌」と称したとおり歌唱中心主義で進められ、教育楽器といえばほとんど教師が示範伴奏に使用するオルガンやピアノであった。昭和33年(1958)の第2次「学習指導要領」改訂により、生徒に対する器楽教育が法的拘束力をもって行われるようになり、また楽器業界の働きかけもあって教育楽器が普及するようになった。
昭和30年代から、学童の「個人持ちの楽器」としての教育楽器が普及した一因は、当時は児童数が年々急増し、小学校の備品や音楽室が追いつかず、音楽の授業の一部を音楽室以外で行う必要があったからである。

### 教育楽器の条件と種類
教育楽器の種類は時代ごとに移り変わりがある。2018年現在では、一般に鍵盤ハーモニカ、リコーダー、ハーモニカ、カスタネット、タンバリン、オカリナ、木琴、鉄琴、電子楽器、合奏用アコーディオン、などが教育楽器として認知されている。
教育楽器は、正課教育の一斉授業で使われる。音楽が得意ではない児童も演奏する機会が多い楽器である。例えばプラスチック製のリコーダーは、音楽に興味関心のない小学生も購入して所持することが多い。楽器メーカーや楽器商にとっては、教育楽器は、毎年度、安定した需用が見込める商品となっている。
教育楽器の条件としては、小学校低学年の児童の小さな手・腕でも取り回しが楽で安全に扱えること、教科書に載っている簡単な曲が演奏できること、合奏が可能であること、価格が高すぎず調達も容易であること、壊れにくくメンテナンス(湿気対策など)も簡単であること、などがある。

## 教育楽器の生産や販売をしている主な楽器メーカー
- ヤマハ　鍵盤ハーモニカ（ピアニカ）・アコーディオン・リコーダー・オルガン・電子楽器など
- 鈴木楽器製作所　鍵盤ハーモニカ（メロディオン）・オルガン・電子楽器など
- カシオ　電子楽器など
- 全音楽譜出版社　リコーダー・鍵盤ハーモニカ・木琴など
- トンボ楽器製作所　ハーモニカ・合奏用アコーディオン
- 東海楽器製造　鍵盤ハーモニカ
- トヤマ楽器製造 リコーダー（「AULOS」ブランド）

その他